# Чемпионат Европы по академической гребле 1957
Чемпионат Европы по академической гребле 1957 года прошёл в городе Дуйсбург (ФРГ). Сначала с 23 по 25 августа прошли женские соревнования, в ходе которых 28 экипажей из 12 стран разыграли 5 комплектов наград. Потом с 30 августа по 1 сентября был проведён мужской турнир, 78 экипажей из 21 страны выявили сильнейших в 7 дисциплинах.
Турнир носил статус открытого, поэтому кроме гребцов из европейских стран в нём участвовали представители государств, расположенных на других континентах. Так как Международная федерация гребного спорта не признавала ГДР, восточногерманские и западногерманские гребцы выступали в составе Объединённой команды Германии, которая также как и другие сборные могла быть представлена в каждой дисциплине лишь одним экипажем. 

## Медалисты

### Женщины
| Дисциплина                        | Золото | Золото | Серебро | Серебро | Бронза | Бронза |
| Одиночки W1x                      | СССР · Эмилия Мухина | 3:51,7 | Австрия · Ева Сика | 3:52,1  | Венгрия · Корнелия Папп | 3:55,6 |
| Двойки парные W2x                 | СССР · Зося Ракицкая · Валентина Калегина | 3:34,0 | Румыния · Мария Лауб · Флорика Гюзеля | 3:34,9  | ФРГ Ингрид Шольц Урсула Фогт | 3:36,0 |
| Четвёрки парные с рулевыми W4x+   | СССР · Александра Кулешова · Инна Лысань · Нина Егорова · Светлана Белякова · Тамара Зарецкая (р)                                                                       | 3:25,2 | Венгрия · Иштванне Гранек · Йожефне Раско · Ласлоне Терельмеш · Яношне Кёсеги · Рудольфне Радваньи (р)                                                      | 3:27,7  | ГДР · Бригитте Рауэ · Герта Вайсиг · Рут Харре · Йоханна Кнолль · Йоханна Ульрих (р)                                                                          | 3:30,0 |
| Четвёрки распашные с рулевыми W4+ | СССР · Тамара Столярова · Лидия Зонтова · Ирина Каменцова · Евгения Чудецкая · Виктория Добродеева (р)                                                                  | 3:33,9 | Румыния · Марта Кардош · Юлиана Тогэнел · Рита Шоб · Фелича Урзичану · Штефания Борисов (р)                                                                 | 3:35,9  | ГДР · Урсула Бремер · Криста Гольбс · Лизелотте Прёлль · Ингеборг Зассе · Хельга Грох (р)                                                                     | 3:41,5 |
| Восьмёрки W8+                     | СССР · Тамара Столярова · Зинаида Трофимова · Вера Реброва · Нина Коробкова · Зинаида Коротова · Эрна Вирс · Зинаида Абрамкина · Людмила Хоциалова · Мария Фомичёва (р) | 3:11,4 | Румыния · Мария Букур · Стела Джорджеску · Эльза Оксенфельд · Соня Бэлан · Рита Шоб · Фелича Урзичану · Марта Кардош · Юлиана Тогэнел · Анджела Кодряну (р) | 3:13,1  | ГДР · Ханнелоре Хакер · Герда Вайт · Кристль Лангнер · Хелла Шульц · Марианне Фальк · Анита Бланкенфельд · Ингеборг Петер · Вальтрауд Динтер · Урсула Геш (р) | 3:15,3 |

### Мужчины
| Дисциплина               | Золото | Золото | Серебро | Серебро | Бронза | Бронза |
| Одиночки M1x             | Австралия · Стюарт Маккензи | 7:02,9 | ФРГ Клаус фон Ферзен | 7:05,5  | СССР · Вячеслав Иванов | 7:07,2 |
| Двойки парные M2x        | СССР · Александр Беркутов · Юрий Тюкалов | 6:37,0 | ФРГ Томас Шнайдер Фридрих Зидов | 6:41,8  | Бельгия · Генри Стинакер · Жерар Иньи | 6:42,5 |
| Двойки без рулевых M2-   | Великобритания · Кристофер Дэвидж · Дэвид Лидли | 6:57,0 | Австрия · Альфред Загедер · Йозеф Клоимштайн | 6:57,4  | Румыния · Николае Раду · Штефан Куреска | 6:57,9 |
| Двойки с рулевыми M2+    | ФРГ Карл-Генрих фон Гроддек Хорст Арндт Райнер Борковски (р) | 7:22,1 | СССР · Георгий Жилин · Игорь Емчук · Владимир Петров (р) | 7:26,6  | Польша · Збигнев Шварцер · Хенрик Ягодзиньский · Бертольд Майнка (р)                                                                                   | 7:29,4 |
| Четвёрки без рулевых M4- | ФРГ Вилли Монтаг Хорст Штоббе Гюнтер Кашлун Кристиан Стевенс | 6:24,6 | СССР · Владимир Носенко · Фёдор Юзефович · Александр Болотин · Николай Шкреба                                                                                   | 6:25,9  | Румыния · Кароль Кишш · Штефан Куреска · Николае Раду · Штефан Понграц                                                                                 | 6:27,1 |
| Четвёрки с рулевыми M4+  | ГДР · Герхард Мюллер · Эгон Майер · Хайнц Дате · Лотар Вундрач · Дитмар Домник (р)                                                                                          | 6:35,5 | СССР · Роберт Бутов · Юрий Суслин · Андрей Архипов · Юрий Шапков · Олег Демидов (р)                                                                             | 6:37,5  | Швейцария Готтфрид Коттман Мишель Буоль Чинто Баджи Рольф Штройли Вернер Эреншпергер (р)                                                               | 6:42,1 |
| Восьмёрки M8+            | Италия · Франко Тринкавелли · Альберто Винклер · Аттилио Кантони · Романо Сгейц · Джованни Цукки · Аббондио Марчелли · Анджело Ванзин · Эллеро Борньоло · Иво Стефанони (р) | 5:54,3 | СССР · Борис Фёдоров · Георгий Гущенко · Анатолий Антонов · Юрий Попов · Ярослав Чёрствый · Юрий Рогозов · Георгий Брюльгарт · Олег Васильев · Юрий Поляков (р) | 5:57,3  | Чехословакия · Йозеф Вентус · Ян Шведа · Цтибор Реискуп · Вацлав Йиндра · Йозеф Швец · Зденек Жара · Ян Йиндра · Станислав Луск · Мирослав Коранда (р) | 5:58,3 |

## Командный зачёт
| Место | Страна         | Золото | Серебро | Бронза | Всего |
| ----- | -------------- | ------ | ------- | ------ | ----- |
| 1     | СССР           | 6      | 4       | 1      | 11    |
| 2     | Германия       | 3      | 2       | 4      | 9     |
| 3     | Австралия      | 1      | 0       | 0      | 1     |
| 3     | Великобритания | 1      | 0       | 0      | 1     |
| 3     | Италия         | 1      | 0       | 0      | 1     |
| 6     | Румыния        | 0      | 3       | 2      | 5     |
| 7     | Австрия        | 0      | 2       | 0      | 2     |
| 8     | Венгрия        | 0      | 1       | 1      | 2     |
| 9     | Бельгия        | 0      | 0       | 1      | 1     |
| 9     | Польша         | 0      | 0       | 1      | 1     |
| 9     | Чехословакия   | 0      | 0       | 1      | 1     |
| 9     | Швейцария      | 0      | 0       | 1      | 1     |
| Всего | Всего          | 12     | 12      | 12     | 36    |